# 김성경 (방송인)
김성경(金成景, 1972년 2월 15일~)은 대한민국의 방송인이다.

## 약력
김성경은 1972년 2월 15일 경상북도 성주군에서 태어났으며, 형제자매인 배우 김성령의 동생이다. 홍익대학교 교육학과에서 학사와 연세대학교 언론홍보학과에서 석사 과정을 거쳤다. 1996년 KBS 사회부 기자인 최연택과 결혼하였으며, 이후 아들을 출산하면서 슬하에 아들 하나를 두었다. 최연택과는 2000년에 이혼하였다. 한편 최연택은 2004년에 췌장암으로 세상을 떠났다.
1993년 SBS 아나운서로 입사하였다. SBS에 근무하는 동안 뉴스 앵커와 정보성 프로그램 MC로 입지를 다졌으며, 'SBS전망대' 등 시사교양 프로그램의 진행자로 명성을 쌓았다. 2002년에 SBS를 퇴사하고 프리랜서가 되었다. 2005년 에듀테인먼트업체 <상상앤아이> 기획이사가 되었다. 프리랜서로 나선 후 한동안 에듀테인먼트업체 <상상앤아이> 기획이사로 근무하기도 하였지만 YTN, MBN, 국회방송, KTV, 메디TV 등에서 방송활동을 이어갔다. 여러 편의 드라마에 출연하여 배우로도 활동하였다.
2017년 코믹 영화 《구세주: 리턴즈》에서 주인공 '상훈'(최성국 분)의 아내이자 하숙집 안방마님 '지원' 역을 맡아 그동안의 세련되고 지적인 이미지를 탈피하고 정 많고 푸근한 하숙집 아줌마로 변신하였다.

## 학력
- 홍익대학교 사범대학 부속여자고등학교 졸업
- 홍익대학교 사범대학 교육학과 학사
- 연세대학교 언론홍보대학원 언론홍보학과 언론학 석사

## 경력
- 1993년~2002년: SBS 아나운서팀 아나운서
- 2003년~2004년: 홍익대학교 교양학부 겸임교수
- 2006년: 승강기 안전 홍보대사

## 앵커/방송 활동

### TV 프로그램
- 《가자 월드컵으로》(SBS)
- 《SBS 뉴스퍼레이드》(SBS, 2000년 4월 17일~2001년 3월 2일)
- 《SBS 뉴스라인》(SBS, 1996년 7월 22일~1998년 4월 3일)
- 《SBS 8 뉴스 (주말)》(SBS, 2001년 5월 5일~2002년 3월 31일)
- 《SBS 생활경제》(SBS, 2009년 10월 5일~2010년)
- 《TV 생활법정》(KBS 2TV, 2004년)
- 《굿 닥터 굿 라이프》 (메디TV, 2006년~2007년)
- 《기분 좋은 날》(MBC TV, 2011년 11월 28일~2014년 5월 21일)
- 《TV조선 강적들》(TV조선)
- 《TV 예술무대》(MBC)
- 《백년식당》(TV조선)

### 라디오 프로그램
- 《아침&뉴스 김성경입니다》(MBC 표준FM)

## 주요 출연작

### 영화
- 《긴급조치 19호》(2002년)
- 《대한민국 헌법 제1조》(2003년)
- 《역전의 명수》(2005년)
- 《구세주: 리턴즈》(2017년) ... 지원 역

### 텔레비전 드라마
- 《청담동 스캔들》(2014년, SBS) ... 닥터 윤 역
- 《태양의 도시》(2015년, MBC 드라마넷) ... 윤선희 역
- 《원티드》(2016년, SBS) ... 토크쇼 '키스앤토크' MC 역
- 《브라보 마이 라이프》(2017년, SBS)
- 《마우스》(2021년, tvN) ... 시사 토론 사회자 역(특별출연)

## 가족 관계
- 배우자: 최연택(1963년~2004년) - 1997년 결혼, 2000년 이혼
- 아들: 최성민(1998년~)
- 언니: 김성령(1967년 2월 8일~)

## 참고 사항
- 본인이 전 진행자로 활동한 MBC 기분 좋은 날 초대 여자 MC였던 김지연 김혜리, 3대 여자 진행자 정선희는 김성경이 그랬던 것[7]처럼 가정사로 낙마[8][9][10]해야 했다.